# L'aliança
"L'aliança" (títol original en anglès "The Bonding") és el cinquè episodi de la tercera temporada de la sèrie de televisió de ciència-ficció estatunidenca Star Trek: La nova generació, i el 53è de tota la sèrie, que es va emetre originalment el 23 d'octubre de 1989, en redifusió als Estats Units. Fou dirigit per Winrich Kolbe amb guió de Ronald D. Moore.
Ambientada al segle XXIV, la sèrie segueix les aventures de la tripulació de la nau de la Flota Estel·lar de la Federació Enterprise-D. En aquest episodi, un membre de la tripulació de l' Enterprise és assassinat en un tràgic accident, deixant un fill orfe que s'encarregui de la seva mort.
Aquest va ser el primer episodi de Star Trek: La nova generació escrit per Ronald D. Moore. Moore va contribuir a desenes d'episodis més, inclòs el premiat final, abans de passar a desenvolupar nombroses sèries de televisió de ciència-ficció d'èxit.

## Argument
Mentre investiguen un planeta que abans va ocupar els koinonians, el cap de seguretat Worf i els membres de l'equip de desembarcament de l'Enterprise exploten una antiga mina. Són transportats a infermeria, però la tinent Marla Aster és morta. Mentre el capità Picard comunica la notícia de la mort de la Marla al seu fill Jeremy, Wesley Crusher parla amb el comandant Riker sobre com Picard havia comunicat la notícia de la mort del seu pare a la seva mare i a ell mateix. Worf expressa el seu desig de fer R'uustai, un ritual klíngon d'unió amb Jeremy, ja que tots dos són orfes i creu que pot ajudar el nen a recuperar-se emocionalment, però Jeremy culpa en Worf de la mort de la seva mare.
La tripulació investiga el planeta, descobrint mines que recentment van ser descobertes i exposades. Observen un feix de partícules carregades que emanen de la superfície cap a l' Enterprise, mentre que la consellera Troi detecta una nova presència del planeta. A les estances d'en Jeremy, apareix una manifestació física de la Marla, explicant que la tripulació la considerava erròniament morta i que vol que Jeremy visqui al planeta. Troi i Worf segueixen impedint que "Marla" utilitzi el transportador per tornar al planeta. Tornen a les estances d'en Jeremy, que té l'aspecte de la casa dels Asters a la Terra. L'enginyer en cap La Forge afina els escuts per aturar el feix de partícules, fent que "Marla" desaparegui i la sala torni a la normalitat.
Un filament s'eleva del planeta, colpejant l'Enterprise i trencant els escuts; "Marla" apareix i agafa en Jeremy, amb la intenció d'anar a la sala de transport. Picard conté "Marla" amb camps de força i parla amb ella. "Marla" explica que és una de les dues races que van viure al planeta; la seva espècie, feta a partir d'energia, va veure com les altres espècies físiques s'exterminaren per les guerres i la seva gent vol evitar més patiment causat per les restes de la guerra, proporcionant així a Jeremy la il·lusió que la seva mare encara està viva. Picard i Troi assenyalen que tractar amb la mort forma part de la condició humana. Wesley explica a Jeremy com va afrontar la mort del seu pare. Jeremy expressa el seu odi a Worf, però Troi assenyala que tots dos són orfes, mentre que Worf assenyala que va ser ajudat per humans després de perdre els seus pares. Jeremy decideix anar amb Worf. En adonar-se que en Jeremy estarà bé, la il·lusió de la Marla desapareix i la presència alienígena també desapareix.
Un temps després, Worf i Jeremy emprenen el ritual R'uustai.

## Guió
L'aliança va ser el primer episodi de Star Trek escrit per Ronald D. Moore. Durant la seva carrera, Moore ha contribuït als guions de 29 episodis de Star Trek: La nova generació, 31 episodis de Star Trek: Deep Space Nine, dos episodis de Star Trek: Voyager i dos llargmetratges.
Moore havia presentat la seva història a un assistent del creador de Star Trek Gene Roddenberry, que la va aprovar. Tot i això, inicialment va passar desapercebut durant uns set mesos. Quan Michael Piller es va convertir en productor creador, hi havia una manca d'històries utilitzables per als nous episodis. Per tant, va passar per velles idees i es va trobar amb la història de Moore. També li va agradar i li va demanar a Moore que en desenvolupés un guió.
El guió de Moore va ser sotmès a diverses revisions importants per part de Melinda M. Snodgrass i Michael Piller. En el disseny original, Jeremy Aster havia de crear una imatge de la seva mare a l'holocoberta. Però Gene Roddenberry es va mostrar reticent a fer-ho. Creia que al segle XXIV, els humans havien evolucionat fins a tal punt que els nens podien acceptar la mort amb més facilitat. Per tant, Piller va canviar la figura de l'holocoberta creada per Jeremy en un ésser extraterrestre que pren l'aparença animada de Marla Aster.

## Repartiment i doblatge al català
La sèrie va ser doblada al català pels estudis Tramontana (primera part) i Soundtrack (segona part) i emesa a TV3 l’any 1991. Els dobladors de l'episodi foren:
| Personatge      | Actor/actriu    | Veu en català        |
| --------------- | --------------- | -------------------- |
| Jean-Luc Picard | Patrick Stewart | Joan Crosas          |
| William Riker   | Jonathan Frakes | Antoni Forteza       |
| Data            | Brent Spinner   | Joaquim Sota         |
| Geordi La Forge | LeVar Burton    | Aleix Estadella      |
| Worf            | Michael Dorn    | Enric Arquimbau      |
| Beverly Crusher | Gates McFadden  | Aurora Garcia        |
| Deanna Troi     | Marina Sirtis   | Victòria Pagès       |
| Wesley Crusher  | Will Wheaton    | Roger Pera           |
| Jeremy Aster    | Gabriel Damon   | Pilar Rebollar       |
| Marla Aster     | Suzan Powell    | Margarida Minguillón |
| Miles O'Brien   | Colm Meaney     | Joan Pera            |

## Descobriment de l'empremta de treball en VHS
A principis de la dècada de 2010, un casset VHS amb una versió d'impressió de treball de "The Bonding" va ser posat en coneixement de CBS per part d'un col·leccionista, però no a temps perquè se'n fes una versió ampliada. La versió d'impressió de treball tenia sis minuts d'escenes addicionals sobre la versió d'emissió.

## Llançaments
Al Japó, el seu llançament en LaserDisc va arribar el 5 de juliol de 1996, al conjunt de mitja temporada Log. 5: Third Season Part.1 by CIC Video. Aquest incloïa episodis fins a "Una qüestió de perspectiva" en discos òptics de doble cara de 12 polzades. El vídeo estava en format NTSC amb pistes d'àudio tant en anglès com en japonès.
L'episodi es va publicar amb la caixa del DVD de la tercera temporada de Star Trek: La nova generació, llançat als Estats Units el 2 de juliol de 2002. Tenia 26 episodis de la temporada 3 en set discos, amb una pista d'àudio Dolby Digital 5.1.  Va ser llançat en Blu-ray d'alta definició als Estats Units el 30 d'abril de 2013.

## Recepció
En una ressenya per a The A.V. Club, Zack Handlen va donar a "L'aliança" una nota de "B+", assenyalant que els temes de l'episodi tornarien a aparèixer al treball de Moore a Battlestar Galactica.
El 2011, Keith DeCandido va valorar-lo a tor.com com un molt bon episodi de Star Trek: La nova generació. Gràcies a l'excel·lent guió de Ronald D. Moore i la direcció de Winrich Kolbe, una trama, d'altra banda, bastant mitjana es veu millorada significativament amb moments de personatges excepcionals. També li va agradar que l'episodi trenqui amb el tòpic de la camisa vermella intercanviable. Amb massa freqüència en episodis anteriors, la mort d'un personatge convidat va restar sense conseqüències. El fet que l'amor de la mare s'ocupi d'això dóna la sensació que en realitat hi ha un vincle entre tots els membres de la tripulació de la nau i no sols entre els personatges principals. L'únic punt negatiu que va esmentar DeCandido va ser Gabriel Damon, que malauradament malmet el paper de Jeremy Aster.